# Jay és Néma Bob

Jay és Néma Bob visszavág

Jay és Néma Bob két kitalált szereplő, akiket Jason Mewes és Kevin Smith alakítanak több filmben, melyeket Kevin Smith rendezett, s amelyek a View Askewniverse világában játszódnak. Csak az Apja lánya, a Zack és Miri pornót forgat, a Veszett világ, a Két kopper, és az Agyar című filmekben nem bukkannak fel. A duó többnyire kábítószer árusításával tölti idejét, illetve egy ízben illegális tűzijátékokkal kereskedtek.

## Személyleírásuk
Jason "Jay" Derris és Robert "Néma Bob" (vezetéknév nélkül) New Jersey Leonardo városrészében születtek, 1970 körül. Először kisgyermekként találkoztak a Villámgyors Vegyesbolt (Quick Stop Groceries) és az akkor még lemezboltként üzemelő videokölcsönző előtt.
Néma Bobra jellemző, hogy egyik cigarettáról a másikra gyújt, hosszú kabátot visel, és egy fordítva felvett baseballsapkát, ami elrejti hosszú haját. Arcán szakállat visel. Kissé elhízott, ami miatt Jay néha "uzsidoboznak" hívja. Katolikus neveltetést kapott, és emellett jártasságot szerzett több területen is. Nevéhez híven nem nagyon szokott beszélni, de amikor megszólal, akkor többnyire valami olyasmit mond, ami az adott helyzetben megfontolandó bölcsességként hat. Egyébként kézjelekkel és arckifejezésekkel kommunikál. Sokszor irritálja Jay hülyesége, így amikor megszólal, gyakran oda is szokott neki néha szúrni. Az animációs sorozatban a neve egy ízben úgy szerepel, hogy Robert Blutarsky, de Kevin Smith szerint ez csak egy tréfás utalás a Party zóna című filmre, és nincs a karakterének rendes vezetékneve. Miután az őt alakító Kevin Smith súlyos szívrohamot szenvedett és az orvosai tanácsára vegán életmódot kezdett el követni, emiatt Néma Bob karaktere is sovány lett.
Vele szemben Jay vékony, és nála kicsit magasabb. Hosszú szőke haja van, amit némelyik filmben egy fekete sapkával takar el. Gyakran és meglehetősen trágárul beszél, legtöbbször szexuális utalásoktól hemzsegő kijelentéseket tesz bárkinek. Ezt a szokását valószínűleg anyjától tanulhatta el, aki gyerekkorában előtte is sokat káromkodott. A női nem nagy rajongója, mindent megtesz azért, hogy ágyba vigye azt a nőt, aki megtetszett neki, de ennek ellenére sokszor tesz férfiaknak is félreérthető ajánlatokat, ami miatt már-már biszexuálisnak tekinthető.

## Filmográfia
A két szereplő az alábbi filmekben tűnt fel:

### Shop-stop
Kronológiai sorrendben ez a második film, mert a Shop-show egy nappal ezen film eseményei előtt játszódik. Jay és Néma Bob (akit itt a magyar szinkronban még Csendes Bobnak hívnak) itt egész nap a Villámgyors Vegyesbolt előtt ácsorognak, táncolnak, vagy inzultálják a járókelőket, illetve lopnak is a boltból. Időnként kábítószert adnak el az arra járóknak, például William Blacknek. Néma Bob bemutatja másoknak az orosz unokatestvérét, Olafot is, aki egy heavy metal bandában énekel egy new york-i fellépésen. Végül Néma Bob az, akinek a bölcsessége hatására Dante úgy dönt, hogy mégis Veronica mellett marad.
A film végi stáblistában utalás történik arra, hogy Jay és Néma Bob visszatérnek a Dogma című filmben.

### Shop-show
Időrendben az első film, noha egy évvel a Shop-stop után készült. Jay és Néma Bob itt egy new jersey-i bevásárlóközpontban múlatják az időt. Itt találkoznak T.S.-szel és Brodyval, akik el vannak keseredve, mert a barátnőik dobták őket. Mivel T.S. barátnője épp egy olyan párkereső műsorban vesz részt, amit az áruházban rendeznek, megkérik a duót, hogy szabotálják a műsort. Több sikertelen próbálkozást követően végül elérik a céljukat: a versenyzők nagy részét Jay elkábítja füves cigivel, miközben Néma Bob a műsor képe helyett egy videókazettát vetít le, amelyen Brody barátnőjének legújabb kérője, Shannon Hamilton látható, ahogy szexel egy kiskorúval. Ebből a filmből derül ki, hogy Néma Bob ért az elektronikához, nyolcadikos korában még egy versenyt is megnyert a találmányával.
A film végén látható utalásként, hogy a két hős visszatérnek egy filmben egy orangutánnal (ez lett a Jay és Néma Bob visszavág), valamint a stáblista legvégén arra történik utalás, hogy a Képtelen képregényben is szerepelni fognak.

### Képtelen képregény
Holden McNeil és Banky Edwards, két képregényrajzoló, Jay és Néma Bob karakterét szuperhősökké mintázva elkészítette a Bunkóman és Gyökér című képregényt. Ezért rendszeresen kapnak az alkotóktól egy kisebb juttatást. Amikor egyszer a pénzükért mennek, Néma Bob elmesél egy történetet Holdennek a múltjából: volt, hogy az ő kapcsolata is azért ment tönkre, mert túl sokat agyalt a lány múltja miatt. Ez a történetmesélés a karakter leghosszabb szóbeli megnyilatkozása az összes filmjük között. A történet hatására Holden átértékeli a kapcsolatát, de, akárcsak anno Bobnak, neki sincs sikere.
A stáblistában ismételten arra utalnak, hogy mindketten visszatérnek a Dogmában.

### Dogma
A film előzménye a "Chasing Dogma" című képregény. Ebben először mindkettejüket kiteszik Tricia Jones-éktól, ahol hat hónapig laktak. majd a legtöbb olyan helyről is elzavarják őket, ahol eddig lógtak. Miután rengeteg John Hughes-filmet láttak, amik az illinoisi Shermer városában játszódnak, úgy döntenek, odamennek. Útjuk során számos kalamajkába keverednek, mígnem rájönnek, hogy Shermer városa nem is létezik, csak kitalált. Ennek hatására fogják magukat, és elindulnak haza. Útközben megmentenek egy lányt a rá támadó alakoktól, aki nem más, mint Bethany, Jézus utolsó sarja. A küldetése, amit a Metatron bízott rá, az, hogy állítsa meg a két bukott angyal, Bartleby és Loki mesterkedését, hogy bűnbocsánatot szerezzenek, mert egy paradoxon miatt az egész világ megsemmisülhet. A Metatron említést tesz két prófétáról is, akik nem mások, mint Jay és Néma Bob. Bár Jay eredetileg csak a szexre hajt, végül mégis elkísérik mindketten Bethanyt. Prófétai szerepük valódi: megjósolják Rufus, a 13. apostol felbukkanását, és ők vezetik el a társaságot Ügyi-bügyihez, a múzsához, megállítják Azraelt, és kitalálják, hogy hol lehet éppen Isten foglyul ejtve. Végül, akaratukon kívül, megakadályozzák az Armageddon bekövetkeztét. Rufus céloz rá a film során, hogy Jay olyan ember, ami maszturbálás közben férfiakra (is) szokott gondolni.
A film végi stáblista szerint Jay és Néma Bob visszatérnek a Shop-stop 2-ben.

### Jay és Néma Bob visszavág
Ebben az epizódban a folyton a Villámgyors Vegyesbolt előtt a vevőket zaklató páros végül kihúzza a gyufát Danténál és Randalnél, akik rájuk hívják a rendőröket. Távoltartási végzést kérnek ellenük, így soha többé nem mehetnek a bolt közelébe. Ezt követően megtudják, hogy a róluk mintázott Bunkóman és Gyökér képregényből épp filmet készül forgatni a Miramax, és az interneten dehonesztáló megjegyzéseket tesznek az emberek a figurákra. Jay és Néma Bob, levonva azt a következtetést, hogy a film a saját renoméjuknak is ártani fog, elindulnak Hollywoodba, hogy megakadályozzák a forgatást. Kalandos úton eljutnak oda, ahol aztán mégis úgy döntenek, hogy hagyják bemutatni a filmet, ha cserébe megkapják az őket megillető jogdíjakat is. A befolyt pénzből aztán körbeutazzák az országot, hogy az interneten őket szidó felhasználókat egyenként tanítsák móresre.
A film végén - mivel az eredetileg a View Askewniverse lezárásának készült - mindössze annyi szerepel, hogy Jay és Néma Bob "elhagyták az épületet".

### Sikoly 3
Jay és Néma Bob egy rövid jelenet erejéig látható a filmben, ahogy egy filmstúdió előtt ácsorognak.

### Shop-stop 2
Öt évvel a Jay és Néma Bob visszavág eseményeit követően a két barát vett a pénzükből egy autót, de lekapcsolták őket, mert menet közben kinyílt légzsákokkal közlekedtek. Mivel a rendőrök a csomagtartóban rengeteg marihuánát is találtak, bíróságra kerültek, ahol arra ítélték őket, hogy hat hónapra vonuljanak be egy drogfüggők rehabilitációját segítő intézménybe. Itt megismerkedtek a kereszténységgel, és amikor kijönnek az elvonóról, magukat megtisztult katolikusoknak tartják - ennek ellenére továbbra is árulnak füvet, csak Jay ezután minden vásárlónak bibliai szövegeket idéz. Mivel a Villámgyors Vegyesbolt, ahonnét amúgy is ki voltak tiltva, leég, követik Dantét és Randalt a Mooby's étterembe, és legtöbbször az épület előtt ácsorognak. Dante rosszul sikerült búcsúztatójakor a rendőrök őket is letartóztatják, és a fogdán ajánlják fel Danténak és Randalnek, hogy segítenek rendbeszedni az életüket. A Bunkóman és Gyökér jogdíjaiból maradt még egy tekintélyes összeg, ezt odaadták nekik, hogy újítsák fel a leégett Villámgyors Vegyesboltot, cserébe csak azt kérik, hogy akkor és annyit ácsoroghassanak előtte, amennyit csak akarnak.

### Jay & Silent Bob's Super Groovy Cartoon Movie
Ebben a 2013-as rajzfilmben a páros nyer tízmillió dollárt egy kaparós sorsjeggyel, és úgy döntenek, arra költik, hogy ők legyenek az igazi Bunkóman és Gyökér. Még saját főhadiszállást is berendeznek. Ezt követően, részben az ő tevékenységük miatt is, megjelennek az ellenfeleik, akik szintén képregényes karakterek, és akikkel vérre menő harcot folytatnak a város megmentéséért.
A stáblista végén megemlítik, hogy Jay és Néma Bob visszatérnek a Shop-stop 3-ban.

### Jay és Néma Bob Reboot
Ebben a 2019-es filmben a főszereplők Hollywoodba utaznak hogy megakadályozzák a a Bunkóman és Gyökér reboot film forgatását. Útközben találkoznak Jay egykori barátnőjével, Justice-szal, akitől született egy lánya. Miközben Hollywoodba indulnak, Jaynek meg kell küzdenie azzal a ténnyel, hogy apa lett.

## Külső hivatkozások
- www.viewaskew.com
- az Index cikke a „Jay és Néma Bob visszavág”-ról